# رونين تسور
رونين تسور (بالعبرية: רונן צור‏) (من مواليد 27 يوليو 1969) هو سياسي إسرائيلي كان لفترة وجيزة عضوا في الكنيست عن حزب العمل في عام 2006.

## الحياة السياسية
دخل رونين تسور السياسة عام 1990، وانضم إلى حزب العمل. وفي السنوات اللاحقة شغل منصب منسق كتلة الحزب في الكنيست (في عهد رئيس الوزراء يتسحاق رابين)، والمستشار السياسي للوزير بنيامين بن إليعازر، ومدير جمعية الجنود السابقين. وقد احتل المركز 28 على قائمة حزب العمل لانتخابات عام 2003 ،  التي فاز فيها الحزب بـ 19 مقعدًا. إلا أنه دخل الكنيست في 22 كانون الثاني (يناير) 2006 بعد استقالة صلاح طريف، وخدم خلال الأشهر الثلاثة الأخيرة من ولايته.
في عام 2010، قدم تسور المشورة للرئيس السابق موشيه كاتساف فيما يتعلق بمزاعم الاغتصاب التي أدين بها في عام 2010. 
وفي عام 2018، ومن خلال شركته روزنبام كوميونيكيشنس وهي شركة علاقات عامة؛ قاد تسور حملة تشويه إعلامية استراتيجية لمنع تسليم مالكا ليفر، مديرة مدرسة سابقة والمتهمة في فضيحة الاعتداء الجنسي على مدرسة أداس إسرائيل، والتي حاولت أستراليا تسليمها لمحاكمتها في 74 تهمة تتعلق بالاعتداء الجنسي على الأطفال.  
وفي أوائل عام 2019، أصبح تسور مستشارًا رسميًا لرئيس أركان الجيش الإسرائيلي السابق بيني غانتس وحزب الصمود الإسرائيلي. 
خلال الحرب بين إسرائيل وحماس 2023، كان تسور مستشارًا إعلاميًا لمنتدى الرهائن وعائلات المفقودين. وفي فبراير/شباط 2024، تنحى عن منصبه بعد أن وقعت 45 عائلة على عريضة تطالب بالإطاحة به. 